# Hôtel de province du Bugey
L'hôtel de province du Bugey appelé localement maison des Ḗtats est un hôtel particulier situé rue des Cordeliers à Belley, en France.

## Présentation
L'hôtel est situé dans le département français de l'Ain, sur la commune de Belley. L'édifice est inscrit au titre des monuments historiques en 1944. 